# Spółka publiczna
Spółka publiczna – spółka handlowa, której akcje choćby jednej emisji zostały wprowadzone do obrotu publicznego. Spółka taka ma określone obowiązki informacyjne oraz zobowiązana jest do wprowadzania do obrotu publicznego każdej nowej emisji akcji, nawet jeżeli emisja ta jest w całości przeznaczona dla jednego lub kilku „dużych” inwestorów.

## W Polsce
Według polskiego prawa spółką publiczną jest spółka akcyjna (z wyłączeniem prostej spółki akcyjnej) lub komandytowo-akcyjna będąca emitentem co najmniej jednej akcji dopuszczonej do obrotu na rynku regulowanym lub wprowadzonej do obrotu w alternatywnym systemie obrotu na terytorium Rzeczypospolitej Polskiej.